# Bandung
Bandung (Tiếng Sunda: ᮘᮔ᮪ᮓᮥᮀ) là thành phố lớn thứ 4 Indonesia, là tỉnh lỵ của tỉnh Tây Java. Thành phố có 2,5 triệu dân (năm 2004), diện tích 167,67 km², cách Jakarta 180 km về phía đông nam. Đây là thành phố lớn thứ tư của Indonesia, là và là vùng vực đô thị lớn thứ hai, với 7.400.000 trong năm 2007. Thành phố nằm ở khu vực cao 768 m (2.520 ft) trên mực nước biển, Bandung có nhiệt độ quanh năm tương đối mát hơn so với hầu hết các thành phố khác của Indonesia. Thành phố này nằm trong lưu vực sông và có các lửa bao quanh. Địa hình này cung cấp cho thành phố với một hệ thống phòng thủ tốt tự nhiên, đó là lý do chính mà chính quyền Đông Ấn Hà Lan di chuyển thủ đô thuộc địa từ Batavia đến Bandung. Năm 2020, dân số toàn thành phố đã vượt hơn 3 triệu người.
Những người thực dân Hà Lan đầu tiên mở đồn điền trà trên khắp các ngọn núi trong thế kỷ XVIII, sau đó là xây dựng đường nối khu vực trồng đến thủ đô (180 km hoặc 112 dặm về phía tây bắc). Những cư dân của châu Âu ở thành phố này đã yêu cầu thành lập một đô thị (gemeente), được công nhận vào năm 1906 và từng bước phát triển Bandung mình thành một thành phố nghỉ mát cho các chủ rừng. Khách sạn sang trọng, nhà hàng, quán cà phê và cửa hàng châu Âu đã được mở trong đó thành phố được mệnh danh như van Parijs Java (tiếng Hà Lan: "Paris của Java").